# Sparkles of light
『Sparkles of light』（スパークルズ・オブ・ライト）は、2003年3月29日に発売された矢井田瞳のミュージック・クリップ集。発売元は東芝EMI。

## 概要
矢井田瞳2作目のミュージック・クリップ集であり、4枚目のシングル「Look Back Again/Over The Distance」から7枚目のシングル「アンダンテ」までのミュージック・クリップを収録している。ボーナストラックとして「アンダンテ」のBAND VERSION、DVD版のみの特典として「アンダンテ」のミュージック・ビデオのメイキング映像が収録されている。

## 収録曲
1. Look Back Again
2. Over The Distance
3. Buzzstyle
4. Ring my bell
5. アンダンテ
6. アンダンテ BAND VERSION（Bonus Track）
7. Making of アンダンテ（DVD盤のみの特典映像）